# Anochetus
Anochetus is een geslacht van vliesvleugelige insecten van de familie Mieren (Formicidae).

## Soorten
- A. africanus (Mayr, 1865)
- A. agilis Emery, 1901
- A. alae Shattuck & Slipinska, 2012
- A. altisquamis Mayr, 1887
- A. angolensis Brown, 1978
- A. armstrongi McAreavey, 1949
- A. avius Shattuck & Slipinska, 2012
- A. bequaerti Forel, 1913
- A. bispinosus (Smith, F., 1858)
- A. boltoni Fisher, 2008
- A. brevis Brown, 1978
- A. bytinskii Kugler, J. & Ionescu, 2007
- A. cato Forel, 1901
- A. consultans (Walker, 1859)
- A. cryptus Bharti & Wachkoo, 2013
- A. chirichinii Emery, 1897
- A. chocoensis Zabala, 2008
- A. diegensis Forel, 1912
- A. elegans Lattke, 1987
- A. emarginatus (Fabricius, 1804)
- A. evansi Crawley, 1922
- A. faurei Arnold, 1948
- A. filicornis (Wheeler, W.M., 1929)
- A. fricatus Wilson, 1959
- A. fuliginosus Arnold, 1948
- A. ghilianii (Spinola, 1851)
- A. gladiator (Mayr, 1862)
- A. goodmani Fisher, 2008
- A. graeffei Mayr, 1870
- A. grandidieri Forel, 1891
- A. haytianus Wheeler, W.M. & Mann, 1914
- A. hohenbergiae Feitosa & Delabie, 2012
- A. horridus Kempf, 1964
- A. inca Wheeler, W.M., 1925
- A. incultus Brown, 1978
- A. inermis André, 1889
- A. isolatus Mann, 1919
- A. jonesi Arnold, 1926
- A. kanariensis Forel, 1900
- A. katonae Forel, 1907
- A. kempfi Brown, 1978
- A. levaillanti Emery, 1895
- A. leyticus Zettel, 2012
- A. longifossatus Mayr, 1897
- A. longispinus Wheeler, W.M., 1936
- A. madagascarensis Forel, 1887
- A. madaraszi Mayr, 1897
- A. maryatiae Nurul Aida & Idris, 2011
- A. maynei Forel, 1913
- A. mayri Emery, 1884
- A. micans Brown, 1978
- A. minans Mann, 1922
- A. miserabilis González-Campero & Elizalde, 2008
- A. mixtus Radchenko, 1993
- A. modicus Brown, 1978
- A. muzziolii Menozzi, 1932
- A. myops Emery, 1893
- A. natalensis Arnold, 1926
- A. neglectus Emery, 1894
- A. nietneri (Roger, 1861)
- A. obscuratus Santschi, 1911
- A. obscurior Brown, 1978

- A. orchidicola Brown, 1978
- A. oriens Kempf, 1964
- A. orientalis André, 1887
- A. pangantihoni Zettel, 2012
- A. pangens (Walker, 1859)
- A. paripungens Brown, 1978
- A. pattersoni Fisher, 2008
- A. pellucidus Emery, 1902
- A. peracer Brown, 1978
- A. princeps Emery, 1884
- A. pubescens Brown, 1978
- A. punctaticeps Mayr, 1901
- A. pupulatus Brown, 1978
- A. rectangularis Mayr, 1876
- A. renatae Shattuck & Slipinska, 2012
- A. risii Forel, 1900
- A. rothschildi Forel, 1907
- A. rufolatus Shattuck & Slipinska, 2012
- A. rufostenus Shattuck & Slipinska, 2012
- A. rufus (Jerdon, 1851)
- A. ruginotus Stitz, 1925
- A. rugosus (Smith, F., 1857)
- A. schoedli Zettel, 2012
- A. sedilloti Emery, 1884
- A. seminiger Donisthorpe, 1943
- A. shohki Terayama, 1996
- A. simoni Emery, 1890
- A. siphneus Brown, 1978
- A. splendidulus Yasumatsu, 1940
- A. striatulus Emery, 1890
- A. strigatellus Brown, 1978
- A. subcoecus Forel, 1912
- A. taiwaniensis Terayama, 1989
- A. talpa Forel, 1901
- A. targionii Emery, 1894
- A. testaceus Forel, 1893
- A. traegaordhi Mayr, 1904
- A. tua Brown, 1978
- A. turneri Forel, 1900
- A. validus Bharti & Wachkoo, 2013
- A. vallensis Lattke, 1987
- A. variegatus Donisthorpe, 1938
- A. veronicae Shattuck & Slipinska, 2012
- A. vexator Kempf, 1964
- A. victoriae Shattuck & Slipinska, 2012
- A. werneri Zettel, 2012
- A. wiesiae Shattuck & Slipinska, 2012
- A. yerburyi Forel, 1900
- A. yunnanensis Wang, M., 1993